# Frosys
Frosys a fost o companie din România care a activat pe piața de echipamente și soluții în domeniul electric și al automatizărilor industriale.
A fost înființată în anul 1995, și a devenit partener Siemens din 1996, devenind mai târziu centru autorizat de Reparații și Service pentru echipamente Siemens, precum convertoare și redresoare de frecvență.
Compania a fost achiziționată integral de Siemens în anul 2007, și integrată prin absorbție în anul 2008.
Înaintea preluării de către Siemens, compania era deținută de omul de afaceri Radu Cristian Ciorbă cu 98% și Ioan Ciorbă cu 2%.
Cifra de afaceri în 2005: 6 milioane euro